# Niemirów (gmina)
Gmina Niemirów – dawna gmina wiejska funkcjonująca w latach 1941–1944 pod okupacją niemiecką w Polsce. Siedzibą gminy był Niemirów.
Gmina Niemirów została utworzona przez władze hitlerowskie z terenów okupowanych przez ZSRR w latach 1939–1941, stanowiących przed wojną część gminy Wróblaczyn, a także z przedzielonej wsi Sałasze z gminy Bruckenthal oraz z pozbawionego praw miejskich Niemirowa. Tereny te należały przed wojną do powiatu rawskiego w woj. lwowskim. Gmina weszła w skład powiatu rawskiego (Kreishauptmannschaft Rawa Ruska), należącego do dystryktu Galicja w Generalnym Gubernatorstwie. W skład gminy wchodziły miejscowości: Niemirów, Radruż, Sałasze, Smolin i Wróblaczyn.
Po wojnie większa część gminy weszła w struktury administracyjne ZSRR, oprócz Radruża, który przyłączono do gminy Horyniec w powiecie lubaczowskim w nowo utworzonym woj. rzeszowskim.